# Shumari
Shumari (シュマリ, Shumari) est un seinen manga d'Osamu Tezuka prépublié dans le magazine Big Comic entre juin 1974 et avril 1976 puis publié en quatre tankōbon par l'éditeur Shōgakukan le 20 avril 1976. L'édition française a été publiée par Tonkam en quatre volumes dans le sens de lecture occidental entre novembre 2007 et septembre 2008.

## Publication
Le manga est réédité à plusieurs reprises au Japon, notamment par Kōdansha dans la collection des Œuvres complètes de Tezuka en quatre volumes reliés entre juin 1977 et décembre 1977 puis au format bunko en décembre 2009.

### Liste des volumes
| no | Japonais         | Japonais          | Français          | Français       |
| no | Date de sortie   | ISBN              | Date de sortie    | ISBN           |
| -- | ---------------- | ----------------- | ----------------- | -------------- |
| 1  | 9 octobre 1978   | 978-4-06-108697-5 | 28 novembre 2007  | 978-2845807051 |
| 2  | 14 novembre 1978 | 978-4-06-108698-2 | 6 février 2008    | 978-2845807068 |
| 3  | 11 décembre 1978 | 978-4-06-108699-9 | 7 mai 2008        | 978-2845807075 |
| 4  | 18 janvier 1979  | 978-4-06-108700-2 | 10 septembre 2008 | 978-2845807082 |

### Édition japonaise
Kōdansha
1. 1 2  (ja) « Tome 1 »(Archive.org • Wikiwix • Archive.is • Google • Que faire ?).
2. 1 2  (ja) « Tome 2 »(Archive.org • Wikiwix • Archive.is • Google • Que faire ?).
3. 1 2  (ja) « Tome 3 »(Archive.org • Wikiwix • Archive.is • Google • Que faire ?).
4. 1 2  (ja) « Tome 4 »(Archive.org • Wikiwix • Archive.is • Google • Que faire ?).

### Édition française
« Tonkam »(Archive.org • Wikiwix • Archive.is • Google • Que faire ?)
1. 1 2  (fr) « Tome 1 », sur manga-sanctuary.com.
2. 1 2  (fr) « Tome 2 », sur manga-sanctuary.com.
3. 1 2  (fr) « Tome 3 », sur manga-sanctuary.com.
4. 1 2  (fr) « Tome 4 », sur manga-sanctuary.com.